# Dorit Schmiel

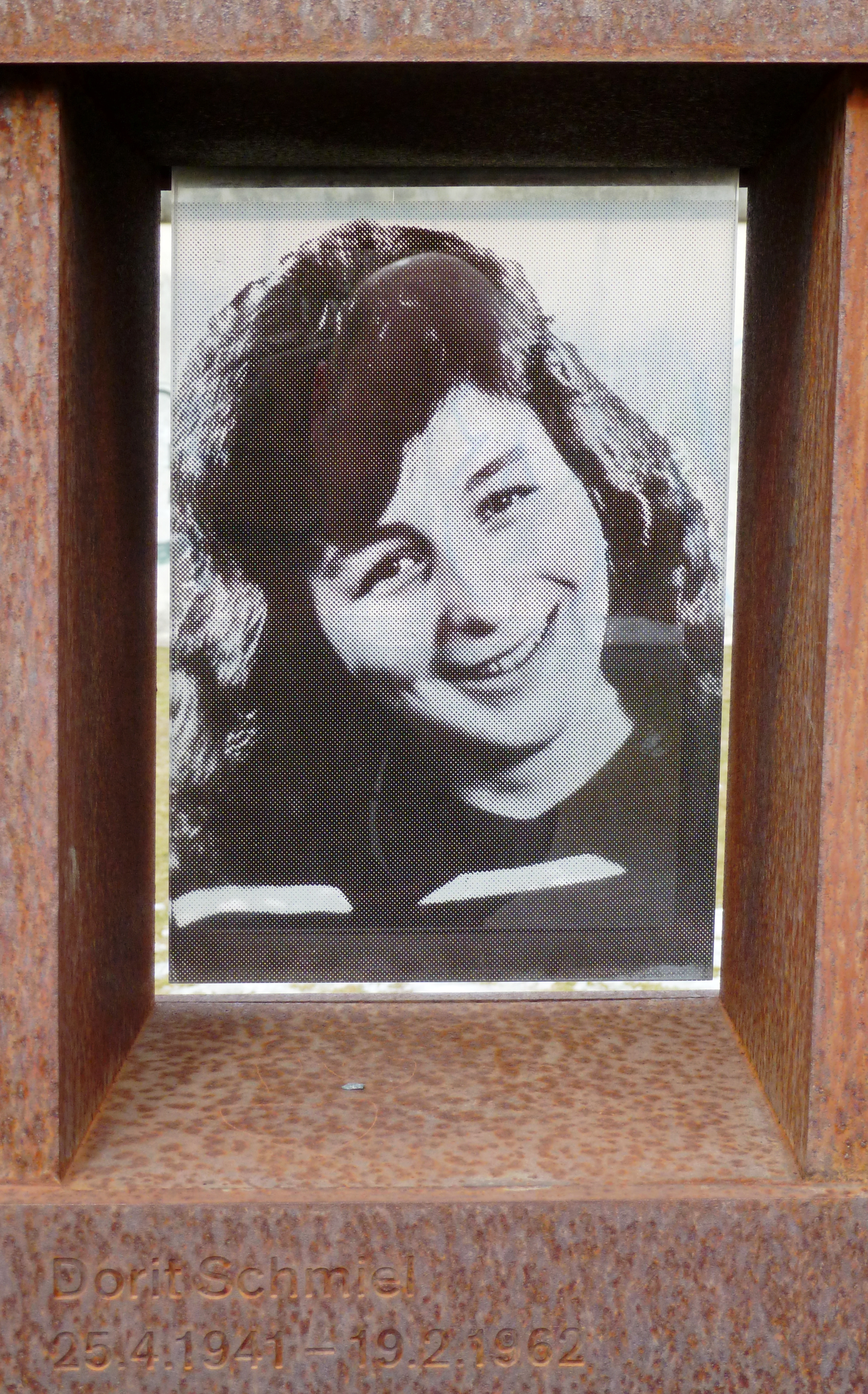
Dorit Schmiel w okienku pamięci ofiar muru berlińskiego

Dorit Schmiel (ur. 25 kwietnia 1941 w Berlinie, zm. 19 lutego 1962 tamże) – ofiara śmiertelna Muru Berlińskiego, zastrzelona przez wojska graniczne NRD podczas próby ucieczki do Berlina Zachodniego.

## Życiorys
Dorit Schmiel urodziła się i dorastała w Berlinie. Po śmierci poległego w drugiej wojnie światowej ojca matka wyszła powtórnie za mąż, żyjąc odtąd z dwójką dzieci w Berlinie Wschodnim. Tam również po ukończeniu szkoły Schmiel wyuczyła się w jednym z zakładów państwowych zawodu szwaczki. Niezadowolona z sytuacji politycznej oraz trwałego podziału Berlina, wraz z czwórką przyjaciół podjęła na początku 1962 r. decyzję o ucieczce. Wybierając dogodne miejsce do przekroczenia granicy, grupa zdecydowała się na jeden z punktów na północnych obrzeżach miasta, gdzie już wcześniej udało się uciec z powodzeniem kuzynowi Schmiel. Granica w tym miejscu zabezpieczona była bowiem jedynie drutem kolczastym.
Około północy 19 lutego 1962 r., wykorzystując złe warunki pogodowe, grupa udała się do położonego na granicy z zachodnią dzielnicą Reinickendorf Rosenthal. Obserwując uprzednio strażników uciekinierzy prześliznęli się ostrożnie do położonej bezpośrednio obok cmentarza pierwszej linii umocnień. Po rozcięciu drutów znaleźli się w tzw. pasie śmierci, czołgając się odtąd w śniegu ku drugiej linii zasieków. Tam zostali odkryci przez żołnierzy, którzy otworzyli ogień, trafiając m.in. Schmiel w brzuch oraz innego z uciekinierów w bark. Po rozkazie poddania się grupa zaprzestała kontynuowania ucieczki. Ranni zostali odprowadzeni przez żołnierzy na najbliższą ulicę, skąd pół godziny później zabrani zostali przez karetkę pogotowia do szpitala policyjnego (Krankenhaus der Volkspolizei) w dzielnicy Mitte. Po przywiezieniu do tegoż Dorit Schmiel zmarła.
Trzej pozostali schwytani uciekinierzy stanęli przed sądem rejonowym w Berlin-Pankow otrzymując wyroki od 10 do 24 miesięcy pozbawienia wolności. Po zjednoczeniu Niemiec prokuratura w Berlinie wszczęła postępowanie przeciwko trzem strzelającym, których po oskarżeniu o wspólne dokonanie zabójstwa skazano w 1994 r. na karę 18 miesięcy pozbawienia wolności w zawieszeniu, co stanowiło zresztą w tego typu przypadkach standardowy wymiar kary.
Dorit Schmiel została upamiętniona wraz z innymi ofiarami Muru Berlińskiego w tzw. okienku pamięci przy dawnych umocnieniach granicznych na Bernauer Straße.

## Literatura
- Christine Brecht: Dorit Schmiel, in: Die Todesopfer an der Berliner Mauer 1961–1989, Berlin 2009, S. 70–72.